# Carl Johan Hopp
Carl Johan Hopp, född 25 juli 1803 i Göteborg, död 11 mars 1885 i Ystads stadsförsamling, var en svensk urmakare.
Han var gift med Johanna "Jeanette" Svendborg Hagelin och far till konstnären Bruno Hoppe och urmakaren Carl Axel Hopp.
Hopp skrevs in som lärling hos Christian Adolf Almroth i Göteborg 1819. Han fick 1832 Kommerskollegiums tillstånd att etablera en urfabrik i Ystad. Enligt hallrättsberättelser 1835–1846 sysselsatte han tre till fem anställda. Han tillverkade tavelur där tavlorna målades av Carl Conrad Dahlberg.